# ОШ „Вук Караџић” Књажевац
ОШ „Вук Караџић” у Књажевцу је једна од установа основног образовања на територији општине Књажевац, основана 1973. године.
Поред матичне школе постоје и два издвојена одељења у Подвису и Васиљу. Похађа је 540 ученика распоређених у 22 одељења које образује и васпитава 40 наставника и учитеља.
Ради обезбеђивања квалитетног образовног рада, велика пажња се поклања стручном усавршавању наставника, опремању школе савременим наставним средствима и увођењу иновативних модела наставе.